# 馬納斯寬 (新澤西州)
馬納斯寬（英語：Manasquan）是位於美國新澤西州蒙茅斯縣的自治市鎮。

## 人口
根據2020年美國人口普查的數據，馬納斯寬的面積為6.54平方千米，當中陸地面積為3.57平方千米，而水域面積為2.97平方千米。當地共有人口5938人，而人口密度為每平方千米908人。